# TOI-712
TOI-712 è una stella nella costellazione del Dorado di magnitudine 10,8, distante 191 anni luce dal sistema solare. Tramite i dati inviati dal telescopio spaziale TESS un gruppo di ricercatori nel 2021 ha scoperto tre esopianeti orbitare attorno alla stella, uno dei quali situato nei pressi del limite interno della zona abitabile del sistema.

## Caratteristiche
TOI-712 è una stella relativamente giovane, la sua età è stata stimata da 0,5 a 1,1 miliardi di anni, in confronto ai 4,7 miliardi di anni del Sole. È più piccola e più fredda del Sole, la sua massa è infatti di 0,73 M⊙, il suo raggio di 0,67 R⊙ e la sua temperatura superficiale di circa 6000 K. La sua metallicità è simile a quella solare, solo leggermente minore (95%).

## Sistema planetario
I tre esopianeti scoperti sono del tipo mininettuno, i loro raggi vanno da 2 a 2,7 volte quello terrestre e le masse da 5,6 a 8,7 M⊕. Il pianeta più interno si trova molto in prossimità della stella, orbita in appena 9 giorni a 0,08 UA di distanza, di conseguenza è un pianeta molto caldo, con una temperatura di equilibrio di 650 K. Il secondo pianeta è quello leggermente più massiccio e orbita in 52 giorni attorno alla stella, e la sua temperatura è di 370 K, ossia 97 °C, vicina al punto di ebollizione dell'acqua alla pressione atmosferica terrestre.
Il terzo pianeta, TOI-712 d, orbita in 85 giorni a 0,34 UA dalla stella e si trova all'interno della cosiddetta zona abitabile, seppure molto in prossimità del suo limite interno, visto che nel caso di TOI-712 la zona abitabile si estende da 0,339 a 0,844 UA. La sua temperatura di equilibrio è di circa 40 °C, tuttavia questa non tiene conto dell'effetto serra generato dalla presenza dell'atmosfera, per questo motivo gli autori dello studio indicano che più probabilmente si trovi nella cosiddetta Venus Zone, una zona abitabile molto ottimistica dove le probabilità che un pianeta sviluppi un effetto serra incontrollato come avvenuto per Venere sono molto alte. Il secondo pianeta del sistema solare infatti a fronte di una temperatura di equilibrio minore di quella terrestre (227 K contro i 255 K della Terra) sperimenta una temperatura superficiale di 737 K (464 °C).
Il pianeta è il primo trovato di questo tipo all'interno della zona abitabile in un sistema così giovane, e come il pianeta c è un raro esempio di mininettuno che non orbita troppo vicino alla propria stella. Studi passati su sistemi giovani suggeriscono che rispetto a sistemi più vecchi i raggi dei pianeti attorno a giovani stelle sembrano maggiori, probabilmente per via della ancora insufficiente erosione atmosferica, in buona parte causata dalla radiazione stellare, che per fotoevaporazione col passare del tempo disperde nello spazio gli elementi volatili come idrogeno ed elio. Tuttavia i pianeti di TOI-712 sembrano relativamente piccoli rispetto a quelli osservati in sistemi altrettanto giovani, e non è chiaro se essi si siano effettivamente formati in questo modo o se abbiano già subito una notevole erosione atmosferica. Vach et al., gli autori dello studio, pensano che se la stella fosse effettivamente più giovane di un miliardo di anni, allora i pianeti non hanno ancora subito una grossa perdita di massa atmosferica e le loro caratteristiche sono ancora quelle derivate dal processo di formazione.
Il pianeta b ha un raggio doppio di quello terrestre, poco sopra al limite che distingue le super Terre dai nani gassosi, ed essendo il più esposto alla radiazione stellare, è il maggior indiziato a divenire in futuro un mondo roccioso, una volta che l'erosione atmosferica lo abbia spogliato degli elementi più leggeri.
Nello stesso studio è stato proposto un ulteriore esopianeta candidato non ancora confermato: sarebbe di tipo roccioso con un raggio 0,82 volte quello terrestre e situato più internamente del pianeta b. Il suo periodo orbitale sarebbe di 4,2 giorni, tuttavia non è stato ancora confermato per via di qualche incertezza derivata dall'attività stellare.

### Prospetto del sistema
Il prospetto del sistema planetario è il seguente:
| Pianeta | Tipo        | Massa           | Raggio   | Periodo orb.   | Sem. maggiore | Eccentricità | Incl. orbita | Scoperta |
| ------- | ----------- | --------------- | -------- | -------------- | ------------- | ------------ | ------------ | -------- |
| b       | Mininettuno | 5,6+2 −1,3 M⊕   | 2,05 r⊕  | 9,531 giorni   | 0,079 UA      | 0,54         | 89,78        | 2021     |
| c       | Mininettuno | 8,7+3,1 −1,9 M⊕ | 2,7 r⊕   | 51,699 giorni  | 0,2447 UA     | 0,089        | 89,23        | 2021     |
| d       | Mininettuno | 7,5+2,7 −1,7 M⊕ | 2,474 r⊕ | 84,8396 giorni | 0,3405 UA     | 0,04         | 89,82        | 2021     |